# Black Eyed Peas
Black Eyed Peas este o formație americană de muzică hip hop/R&B și pop/dance, originară din Los Angeles, California, fondată în 1995 de către  Will.I.Am, Apl.De.Ap și Taboo.
După două albume apreciate de critică, dar cu un succes comercial minor, grupul a cooptat-o în 2003 pe Fergie și a lansat un album de succes, Elephunk, ce a produs hiturile "Where is the Love?", "Shut Up" și "Hey Mama". Albumul Monkey Business (2005) a primit de trei ori discul de platină în Statele Unite și Regatul Unit, iar "Don't Phunk With My Heart" și "My Humps" s-au clasat pe locul 1 în Australia și Canada, și locul 3 în Regatul Unit și Statele Unite. După o pauză de trei ani, grupul s-a întors cu un album electro/dance, primit cu recenzii mixte. Primele două extrase pe single, "Boom Boom Pow" și "I Gotta Feeling" au primit premii Grammy și au stabilit un record, staționând timp de 26 de săptămâni consecutive pe prima poziție din clasamentul Billboard Hot 100.

## Calea artistică
Sub denumirea Atban Klann (A Tribe Beyond a Nation) ei au semnat un contract cu Ruthless Records, ce îi aparținea lui Eazy-E , însă albumul lor nu a fost lansat , pentru ca conținutul pieselor trupei era prea liric pentru Ruthless. Piesele de pe acest album (Grass Roots) sunt păstrate la creatorul BEP Family și la cunoscutul Dj: Dj Motiv8.
Însă după moartea lui Eazy-E, cei doi membri ai trupei Atban Klann( Will.i.am și Apl.de.ap ) îl găsesc pe al treilea membru: Taboo
(Jaime Luis Gomez) și lansează 2 albume: Behind the Front și Bridging the Gap. Din păcate albumele n-au avut un mare succes, pentru că fanii au făcut copii ilegal, astfel nu s-a vândut un număr mare de albume. 
În 2002, la trupă se alătură Fergie(Stacy Ann Ferguson). Din acel moment a început succesul trupei.
În 2006, au apărut bârfe că trupa se poate desființa din cauza proiectelor solo a fiecărui membru: (Fergie - The Dutchess) ; ( Will.i.am -Songs About Girls) ; (Taboo - Tabmagnetic) ; (Apl.de.ap - nu este cunoscută denumirea). 
Într-un interviu acordat pentru MTV, Will.I.Am a spus că trupa Black Eyed Peas nu se desființează, ba din contră va fi lansat un nou album The E.N.D (The Energy Never Dies) la sfârșitul anului 2008, dar albumul a fost lansat în iunie 2009. După hiturile Boom Boom Pow și I gotta feeling aceștia au lansat și melodia Meet me halfway. În februarie 2010, trupa a lansat un dublu videoclip Imma be Rocking That Body.
În noiembrie 2011 trupa a lansat albumul "The Beginning" cu piese ca "The Time" , "XOXOXO" , "Don't Stop The Party" și "Just Can't Get Enough".
În 2012 trupa anunță o pauză nelimitată , neștiind când va avea loc revenirea. Mulți cred că membrii trupei fac o pauză pentru proiecte solo și familie, ca și pauza dintre albumele "Monkey Bussiness" și "The E.N.D".

## Membri
- Will.i.am
- Apl.de.ap
- Taboo
- Fergie

Alți membri:
- Printz Board
- George Pajon, JR
- Keith Harris
- Tim Izo (Oringdeff)
- Jessica Reynoso

## Albume
- 1998 —  Behind the Front
- 2000 —  Bridging the Gap
- 2003 —  Elephunk
- 2005 —  Monkey Business
- 2009 —  The E.N.D (Energy Never Dies)
- 2010 —  The Beginning
- 2018 —  Masters of the Sun Vol. 1
- 2020 —  Translation

## Artiști ce au colaborat cu
- Common
- De La Soul
- David Guetta
- Digable Planets
- John Forté
- Jungle Brothers
- Lauryn Hill
- Pras
- The Fugees
- The Roots
- Wyclef Jean
- Arrested Development
- Del tha Funkee Homosapien
- Jurassic 5
- Souljahz
- Baba
- Beat Pharmacie
- Kim Hill
- Pussycat Dolls
- Justin Timberlake
- Jack Johnson
- Macy Gray
- Eric West
- Santana
- Jonn Legend
- James Brown
- Papa Roach
- Juanes
- Sergio Mendes

## Alte aspecte
- Trupa Black Eyed Peas s-a filmat în publicitatea batonașelor Snickers
- Trupa s-a mai filmat în publicitatea băuturilor Pepsi
- În videoclipul piesei "Boom Boom Pow" se poate observa computer-ul HP TouchSmart.